# Portumna Castle

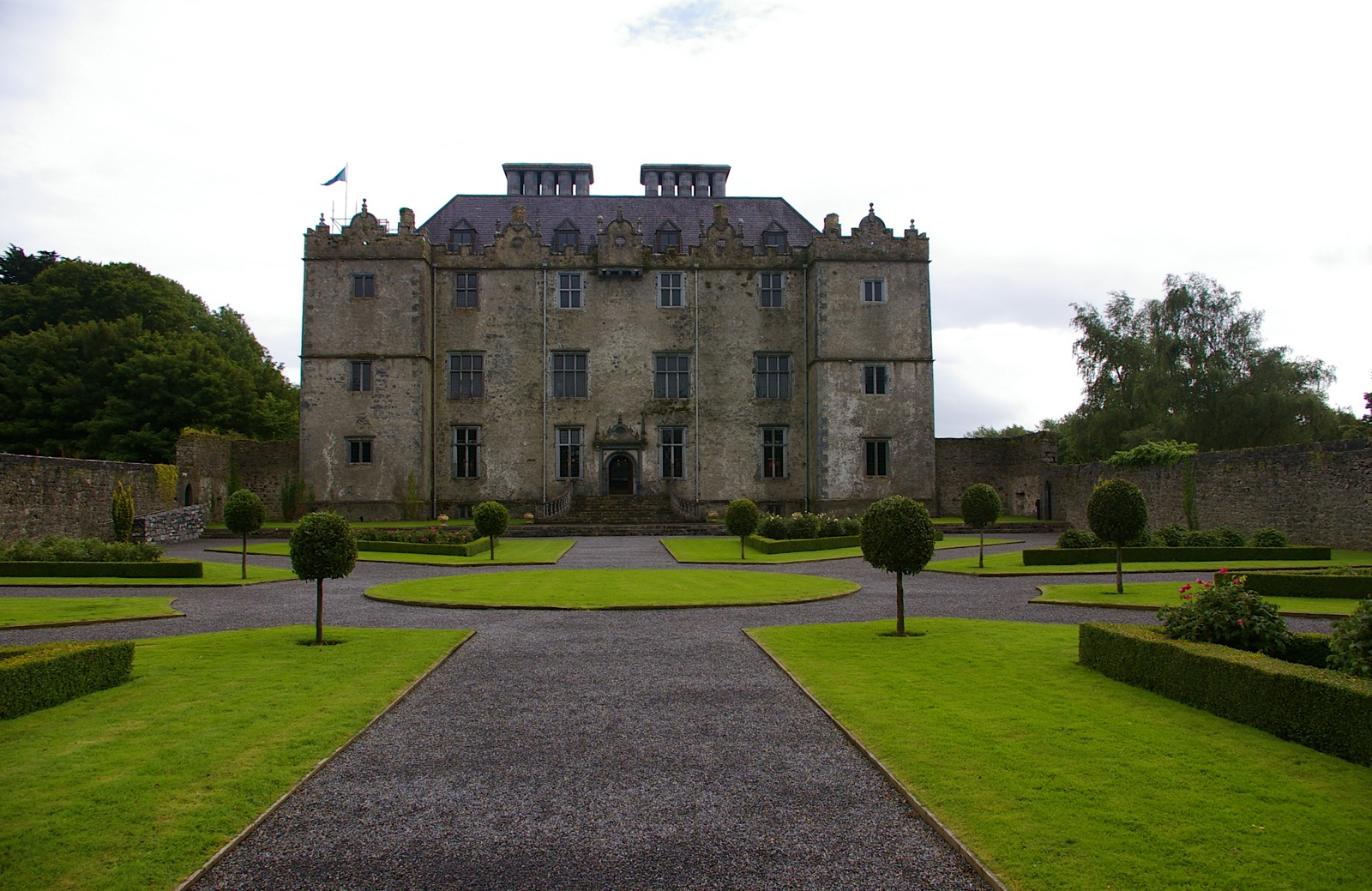
Portumna Castle

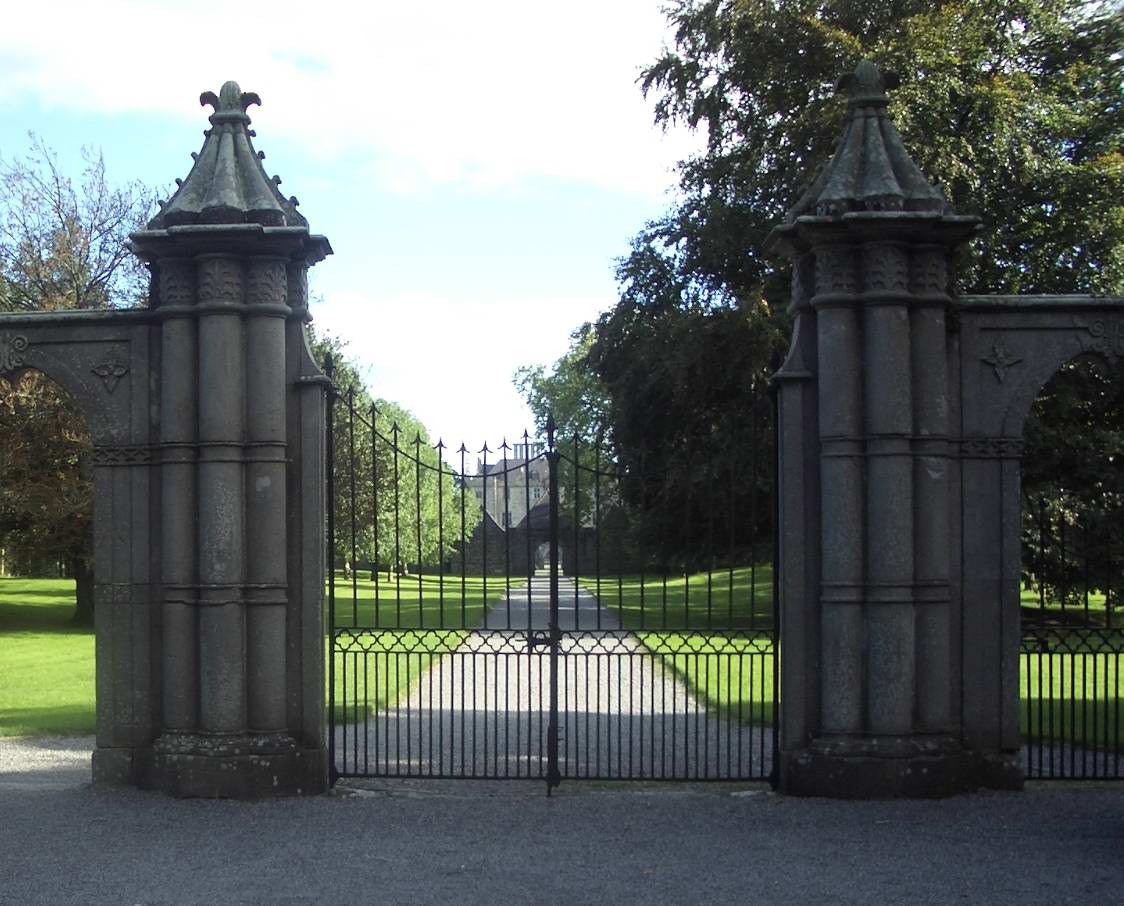
Einfahrt zu Portumna Castle

Portumna Castle (irisch Caisleán Phort Omna) ist ein festes Haus in Portumna im irischen County Galway. Richard Burke, 4. Earl of Clanricarde, ließ es Anfang des 17. Jahrhunderts errichten. Das Schloss liegt am Lough Derg in der Nähe der Einmündung des Shannon. Östlich davon liegt Kloster Portumna. Das Schloss gilt als National Monument.

## Geschichte
Nach seiner Fertigstellung war Portumna Castle in Stil, Großartigkeit und Rang ohne Beispiel in Irland und stach Schlösser wie Rathfarnham Castle, Kanturk, Carrickfergus Castle, Charlemont Fort und Burncourt Castle aus. Richard Burke, 4. Earl of Clanricarde, Lord President of Connaught aus der Familie De Burgo von normannischer Abstammung ließ es errichten. Der Bau des Schlosses zog sich von etwa 1610 bis 1617 hin und kostete £ 10.000. Der Earl ließ auch ein Herrenhaus, Somerhill House in Royal Tunbridge Wells in der englischen Grafschaft Kent errichten.
Nach einem Brand 1826 wurde das Schloss von den Besitzern aufgegeben. Das Office of Public Works ließ die riesigen, mehrzügigen Kamine wieder aufbauen.

## Beschreibung
Portumna Castle wurde im Renaissancestil gebaut, der schon über ein Jahrhundert in Italien und Frankreich vorherrschte, aber üblicherweise damals noch nicht in England oder Irland zu finden war. Die Renaissancedetails an der Fassade beschränken sich streng genommen auf den Türrahmen der Eingangstüre und den toskanischen Eingangsweg zum Innenhof, aber die gesamte Struktur ist ein Ausdruck der Ideen der Renaissance. Das Schloss ist symmetrisch aufgebaut und hat drei Stockwerke über einem Kellergeschoss und hervorspringende Ecktürme mit quadratischem Grundriss. Es bedeckt eine Fläche von 29,7 Metern × 21,2 Metern und die Ecktürme haben eine Seitenlänge von 6,5 Metern und sind mit Schießscharten versehen. Ein zentraler, 3 Meter breiter Korridor verläuft der Länge nach von oben bis unten und wird von Steinmauern flankiert, in denen sich zahlreiche Rücksprünge und offene Kamine finden.
Auf dem Gelände finden sich etliche eingefriedete Gärten, Torlodges, Torsäulen und ein Hof.